# Austin Peck
Austin Peck (Honolulu, 9 aprile 1971) è un attore statunitense.
È noto soprattutto per il ruolo di Austin Reed in Il tempo della nostra vita, di Brad Snyder in Così gira il mondo e di Rick Powers in Una vita da vivere.

## Biografia
Peck nasce a Honolulu nelle Hawaii il 9 aprile 1971. Sua madre è l'attrice Clare Peck.

### Carriera
Nel 1993 assieme al suo collega Bryan Dattilo fa il provino per il ruolo di Tommy Oliver nella serie televisiva Mighty Morphin Power Rangers ma il ruolo viene affidato a Jason David Frank. La svolta nella sua carriera arriva nel 1995 quando entra nel cast principale della soap opera Il tempo della nostra vita nel ruolo di Austin Reed sostituendo Patrick Muldoon. Rimane nella soap fino al 2002 riprendendo poi il ruolo dal 2005 al 2006 e nel 2017. Nel 2007 interpreta Brad Snyder nella soap opera Così gira il mondo rimanendo nella soap opera fino al 2009. Nel 2011 interpreta il produttore porno Rick Powers nella soap opera Una vita da vivere rimanendo fino al 2012. Nel corso della sua carriera appare in serie tv come Sabrina, vita da strega, Streghe, The District, CSI: NY, Law & Order - Unità vittime speciali e Chicago Fire. Nel 2021 riprende il ruolo di Austin Reed nella miniserie Days of Our Lives: Beyond Salem per 5 puntate.

### Vita privata
Nel 2000 sposa l'attrice Tara Crespo da cui ha due figli A.J. e Roman Peck. Nel 2009 divorzia da sua moglie e nel 2011 sposa l'attrice Terri Conn conosciuta sul set della soap opera Così gira il mondo, da cui ha avuto due figlie Keira Grace Peck e Morgan Theresa Peck.

## Filmografia

### Cinema
- Dating Games People Play (2005)
- The Blue Tooth Virgin (2009)

### Televisione
- Il tempo della nostra vita - soap opera (1995-2002, 2005-2006, 2017)
- Sabrina, vita da strega - serie TV, 1 episodio (2002)
- Streghe - serie TV, 1 episodio (2003)
- The District - serie TV, 1 episodio (2003)
- CSI: NY – serie TV, 1 episodio (2006)
- Così gira il mondo - soap opera (2007-2009)
- Una vita da vivere - soap opera (2011-2012)
- Law & Order - Unità vittime speciali – serie TV, 1 episodio (2018)
- Chicago Fire - serie TV, 2 episodi (2019)
- Days of Our Lives: Beyond Salem - serie TV, 5 episodi (2021)